# Walter Hülphers
Ernst Walter Hülphers, född 29 juli 1871 i Styrnäs, död 7 maj 1957 i Hagfors, var en svensk journalist och författare.
Han växte upp i en strängt religiös miljö, men gled i och med sina studier ifrån religionen, framför allt under intryck av naturvetenskaplig materialism. Hülphers studerade i Härnösand 1890, vid Uppsala universitet 1890 och vid Stockholms högskola 1894–1895.
Han var medarbetare i Västernorrlands Allehanda 1896–1898, i Nyaste Kristianstadsbladet 1898–1899, i Vårt Land 1900–1902, i Värmlands Dagblad 1903–1904 och ägnade sig därefter åt författarskap, i fyra år bosatt ensam i värmlandsskogen. Där fick han kontakt med Rackengruppen och tillsammans med konstnären Bror Lindh levde han en asketisk tillvaro på svamp och gröt. Båda hade blivit försmådda av sina käraste. Sedan var han medarbetare i den socialdemokratiska tidningen Smålands Folkblad 1908–1911; Västernorrlands Allehanda 1915–1917. Han skrev även för Svenska Dagbladet. Vid Racken träffade han Flora Oktavia Grey, som han gifte sig med. Hon var yngsta dotter till en engelsk sjöofficer Alan Hopwood Grey. De fick döttrarna Phoebe, Susanne och Ulla.
Hans författarinsats blev splittrad. Han skrev bl.a. om det vildmarksromantiska och det heroiska. Eftersom hans far var kamrer i Ådalen kunde han på nära håll följa skogsskövlingar och bolagsvälde. Timmer har betraktats som Sveriges första tiotalsroman. Han har även skrivit litteratur präglad av nationalism och martialism. Hans skådespel Carolus Rex är det första friluftsskådespelet som visats på Stockholms stadion 1913
Han deltog som frivillig i finska inbördeskriget och skrev Svenska brigadsånger och Med svenska brigaden år 1918. Ur förordet till den senare boken:
| ”                           | Kunde jag så i någon mån skänka en fläkt från äventyret därute, från vår brinnande längtan att uträtta något, inte endast för Finland, utan först och sist för Sverige, då skulle jag känna dubbel glädje. Ty för Sverige var det dock ytterst och sist vi kämpade där ute. Där, om aldrig förr, voro vi i hjärtan och tankar dess söner. | „ |
| – Hülphers 1918b, Förordet. | |   |

Efter sitt deltagande och framför allt den senaste boken blev han isolerad från sina politiska och litterära vänner och hänföll åt ockultism. Han blev intresserad av antroposofi, framförallt Rosencreuzarna. På senare år skrev han film- och litteraturrecensioner och arbetade också för Vestmanland Läns Tidning för vilken han skrev uppskattade dagsverser under de år då han var bosatt i Västerås.
Han var en tid redaktör för Nationalsocialistisk Tidning, organ för Birger Furugårds parti.